# Reprezentacja ZSRR w futsalu mężczyzn
Reprezentacja Związku Socjalistycznych Republik Radzieckich w futsalu (później Reprezentacja Wspólnoty Niepodległych Państw w futsalu) – nieistniejący obecnie zespół futsalowy, biorący udział w imieniu ZSRR (później WNP) w meczach i sportowych imprezach międzynarodowych, powoływany przez selekcjonera, w którym mogli występować wyłącznie zawodnicy posiadający obywatelstwo radzieckie. Za jego funkcjonowanie odpowiedzialna była Federacija futbola SSSR.

## Udział w mistrzostwach świata
- 1992 – Zakwalifikowała się, lecz nie wzięła udziału